# Fred Fitz-James

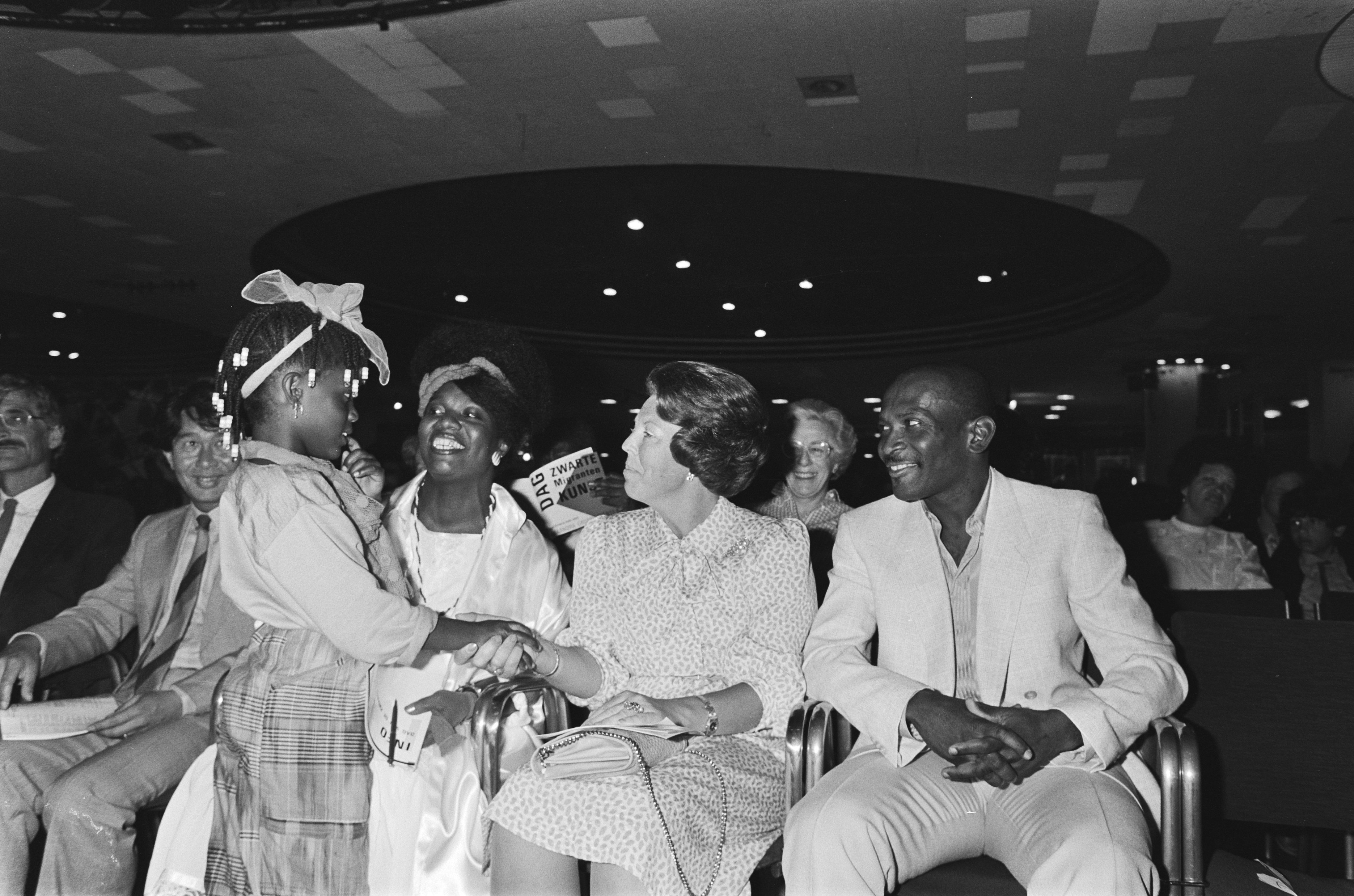
Fred Fitz-James (rechts op de foto) tijdens de Dag van de Zwarte Kunst in 1985

Frederik Herman Fitz-James (Paramaribo, 27 maart 1947 – Groningen, 16 november 2020) was een docent, cultureel ondernemer en radiopresentator.
Fitz-James volgde de kweekschool in Paramaribo en doceerde in Nickerie. In 1973 emigreerde hij naar Nederland waar hij met het halen van zijn graad aan de pedagogische academie wiskunde en natuurkunde doceerde in Den Haag.  
Naast zijn docentschap was Fred Fitz-James actief in het organiseren van culturele activiteiten. Hij was de organisator van het Colored Festival op het Plein (Den Haag) tussen 1982 en 1993. “Een jaarlijkse ontmoeting van de culturen die in ons land zijn, vertegenwoordigd” volgens Fitz-James. In 1985 organiseerde Fitz-James samen met actrice Gerda Havertong in in het Congresgebouw in Den Haag de Dag van de Zwarte Kunst. Prominente bezoeker tijdens dit festival is de toenmalige koningin Beatrix. Tussen 1997 en 2005 organiseerde Fitz-James in de Haagse Schilderswijk het Ha-Shi-Ba, de Haagse Schilderswijk Bazar. Een multicultureel evenement en vrijmarkt met per editie ruim 100.000 bezoekers. Rond die periode ging Fitz-James zich ook toeleggen op het verzamelen van liederen en gebruiken bij de rouwverwerking van Afro-Surinamers. Naast deze activiteiten was Fitz-James ook betrokken als radiopresentator bij onder andere Rutu (Den Haag) en Stanvaste (Rotterdam).
Rond 2005 verhuisde Fitz-James naar Rotterdam waar hij op de West-Kruiskade met zijn toenmalige partner de Kotomisi Shop startte. Een winkel in Surinaamse kruiden, erfgoed, oliën en traditionele kleding. In 2014 startte Fitz-James aansluitend de Fred Kulturu Shop. Een winkel met een vergelijkbare voorraad als de voorganger. De Kulturu Shop was meer dan een winkel maar ook een plek waar kennis werd doorgegeven en spirituele waarden van de Surinaamse Winticultuur. Vandaar ook de naam: Fred Kulturushop Institute. In Rotterdam was hij een bekende verschijning en betrokken bij de organisatie van tal van culturele activiteiten.
In 2002 werd Fitz-James geridderd als ridder in de orde van Oranje Nassau. 
James overleed op 16 november 2020 in een ziekenhuis in Groningen aan de gevolgen van het coronavirus. Hij is 72 jaar oud geworden.